# Björkö (Ekerö)
La isla Björkö (sueco por "isla del abedul") es una isla en el lago Mälaren en el centro-este de Suecia. Es famosa principalmente por albergar el yacimiento de Birka habitado alrededor del año 750-975, junto con Hovgården en Adelsö declarados un lugar Patrimonio de la Humanidad en 1993. Ubicada justo al sur de Adelsö y al oeste de las islas de Ekerö y Munsö, es una de las islas del municipio de Ekerö.

## Galería

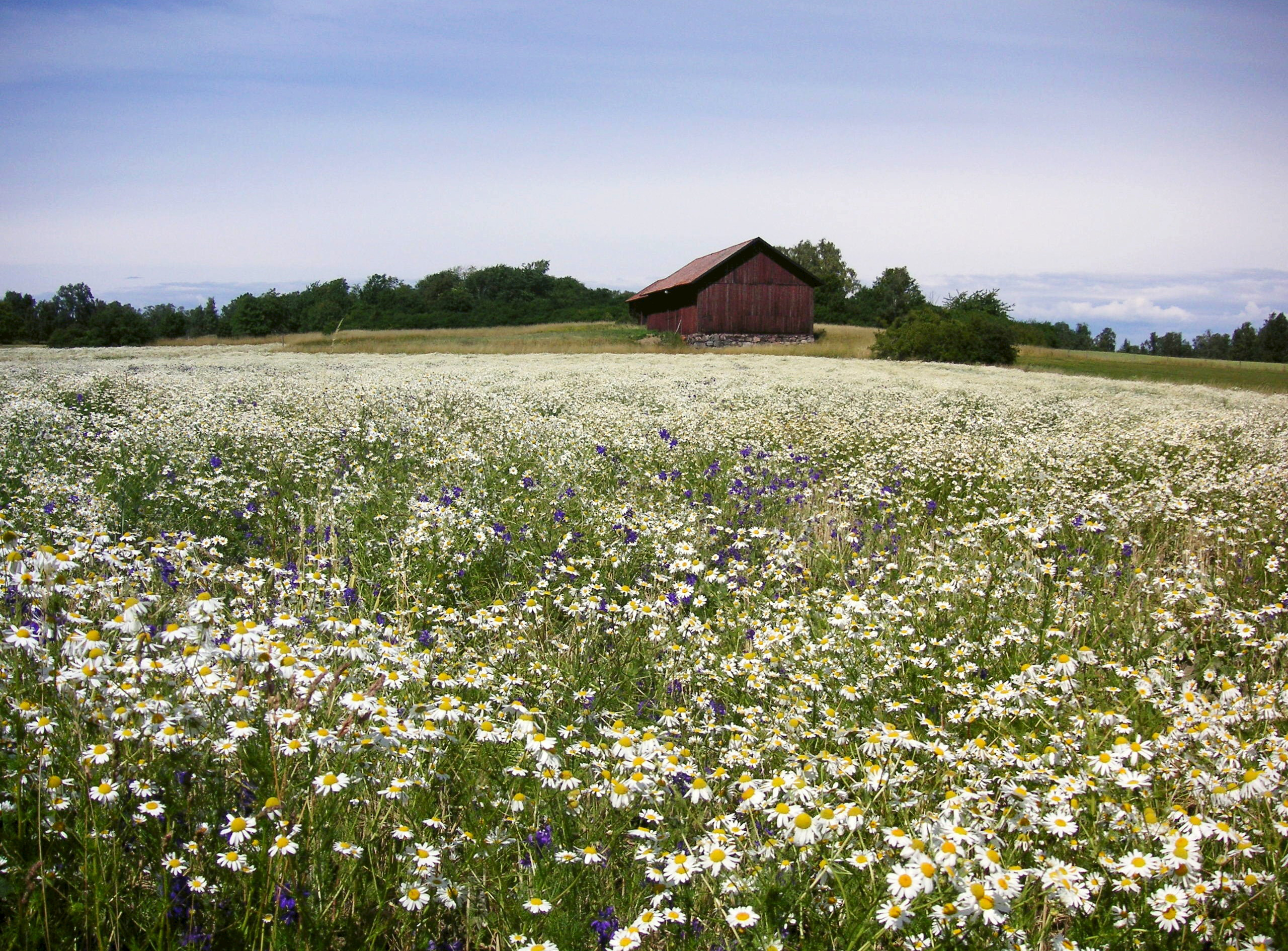
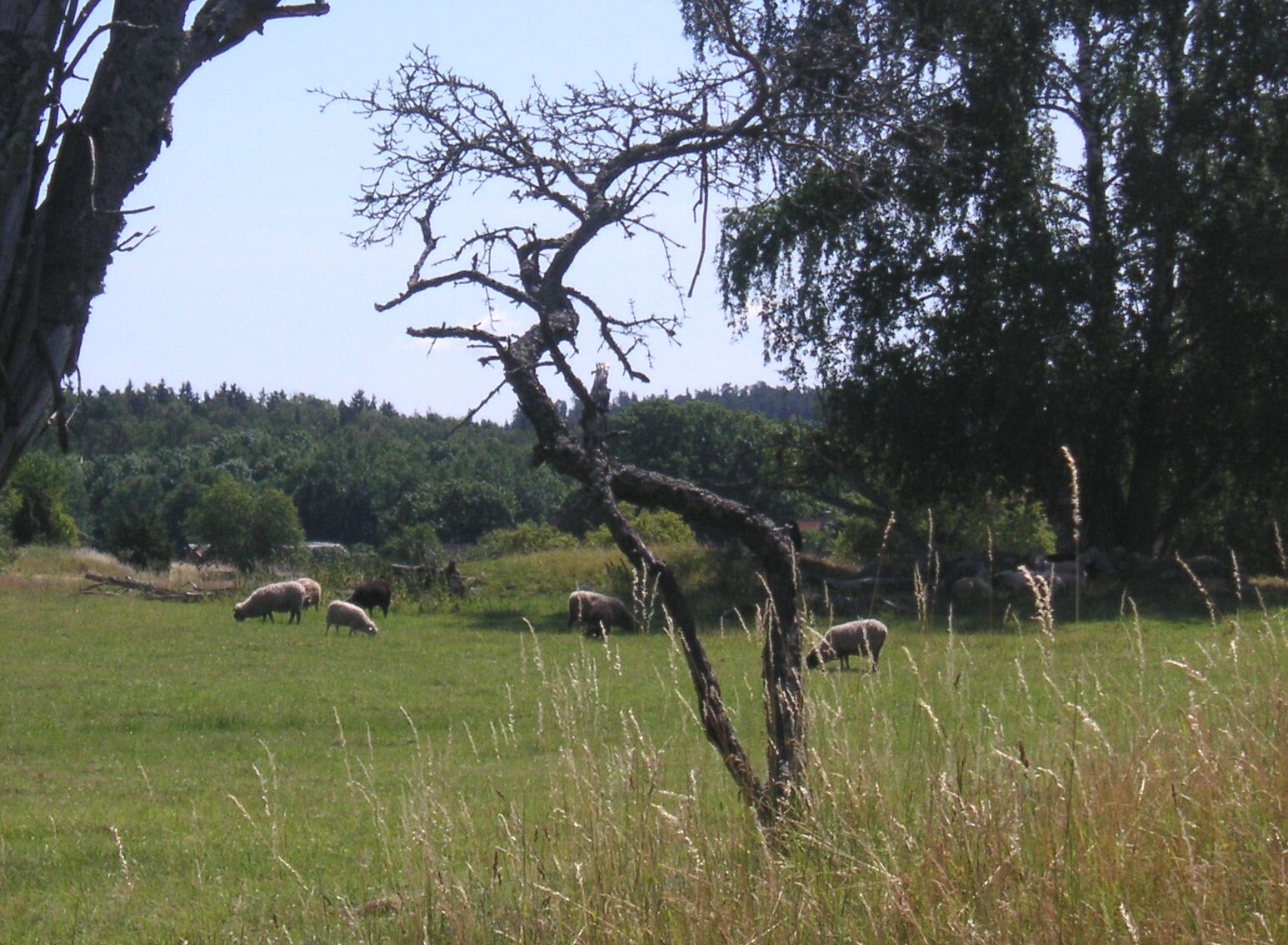
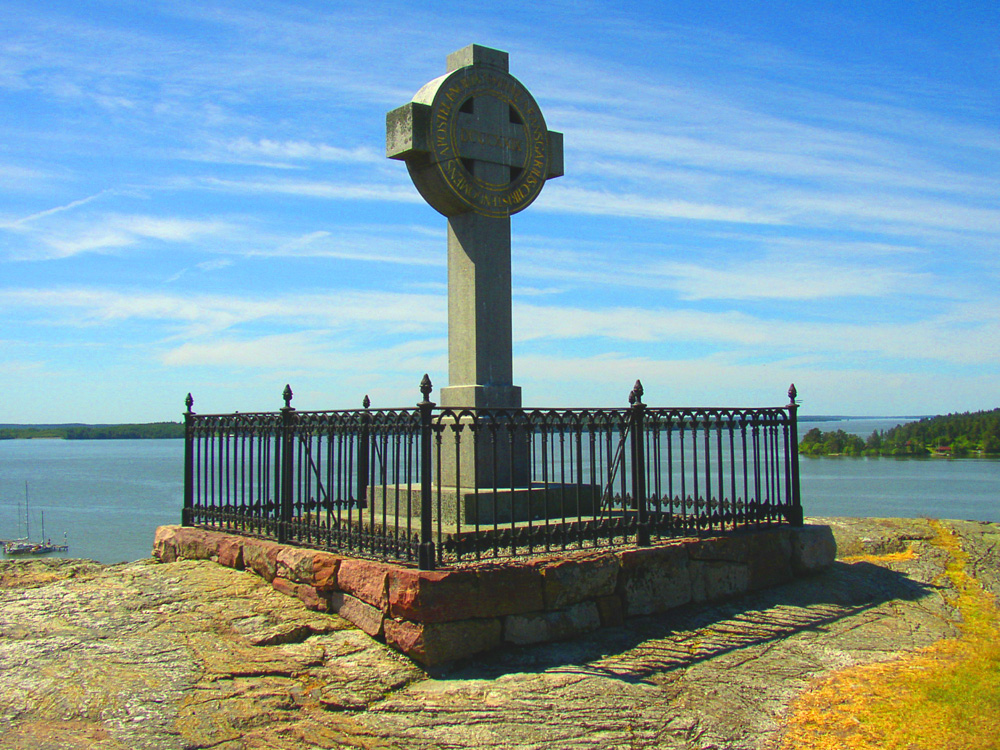